# Moto Guzzi Tre Cilindri Race
De Moto Guzzi Tre Cilindri was een racemotor van het merk Moto Guzzi uit 1940.

## Voorgeschiedenis
In de jaren twintig had Moto Guzzi een aantal 500 cc racemotorfietsen ontwikkeld, die hun naam "Quattro Valvole" dankten aan de vier kleppen in de cilinderkop. Dit waren eencilinders, gebaseerd op de standaard motorfietsen van het merk. In 1926 had men de fabrieksracers teruggetrokken ten faveure van de 250cc-racers. Toen de interesse in 500 cc racers terugkwam, ontwikkelde men in 1931 de Quattro Cilindri (viercilinder), die echter meer een vingeroefening was dan een serieuze racemotorfiets. Op basis hiervan werd een drieclinder toermotorfiets, de Tre Cilindri ontwikkeld, die echter ook niet verkocht werd. In 1933 trad men tot de 500 cc wegraceklasse toe met een tweecilinder, de Bicilindrica en in 1938 volgde een productieracer, de Condor. Aan het einde van de jaren dertig waren de ontwikkelingen op het gebied van compressoren echter al in volle gang. Ernst Henne had die aan het einde van de jaren twintig ingezet met zijn snelheidsrecords met een "geblazen" BMW WR 750. BMW had de compressor doorontwikkeld, maar inmiddels waren ook merken als Gilera, NSU en DKW ermee begonnen. AJS en Velocette hadden ook al rijdende prototypen. Moto Guzzi had zelf ervaring met compressoren; de Compressore 250 én de Quattro Cilindri hadden een Cozette-compressor. Een 500 cc compressormotor op een benzine-benzol-alcohol mengsel kon 230 km/h halen en rond 70 pk leveren, een vermogen dat de snelste "ongeblazen" racers pas aan het einde van de jaren vijftig bereikten. De "Bicilindrica" zou met zijn 44 pk dus het onderspit delven als de compressortechniek zou doorzetten.

## Tre Cilindri racer
De "Quattro Cilindri" had nog een moderne motor gehad, maar de rest van de motor was nog vreselijk ouderwets, met de handgeschakelde versnellingsbak en de zeer onderbemeten remmen. De nieuwe driecilinder was veel moderner. Moto Guzzi zette niet alleen in op de compressortechniek, maar ook op het gebruik van lichte materialen, zoals aluminium. In mei 1940, vlak vóórdat Italië betrokken raakte bij de Tweede Wereldoorlog, verscheen de machine plotseling op het Circuito di Albaro bij Genua. Door problemen met de bougies werd de finish niet gehaald. Door het uitbreken van de oorlog kwam het niet meer tot een tweede inzet, want na de oorlog werden compressoren verboden onder druk van de Britse merken, die een enorme technische achterstand hadden op Duitsland en Italië.

### Motor
De motor was een driecilinder lijnmotor met een viermaal gelagerde 120° krukas waarbij de cilinders niet meer vrijwel horizontaal lagen, maar onder een hoek van 45° naar voren gekanteld waren. Zowel de cilinderkoppen als de cilinders waren van aluminium, waar gietijzeren cilinders ingeperst waren. Er waren twee bovenliggende nokkenassen toegepast. Die werden aangedreven door een ketting die in een grote, driehoekige elektron-kettingkast liep. De twee kleppen per cilinder waren nu helemaal ingesloten, inclusief de schroefveren. De Cozette-compressor zat boven op de versnellingsbak, er was magneetontsteking toegepast met de stroomverdeler op het uiteinde van de inlaatnokkenas. Het gebruikelijke dry-sump smeersysteem had een dubbele toevoerpomp en de olie zat in een apart compartiment van de benzinetank.

### Aandrijflijn
De meervoudige natte platenkoppeling was voor het eerst rechtstreeks op het uiteinde van de krukas gezet, maar de aandrijving van de versnellingsbak gebeurde nog steeds, zoals bij alle Moto Guzzi's, met tandwielen. Er was een voetgeschakelde vijfversnellingsbak gebruikt. De kracht werd naar het achterwiel overgebracht via kettingaandrijving.

### Rijwielgedeelte
Ook bij het frame was volop gebruikgemaakt van lichte materialen. Het bovenste deel van het brugframe was uit stalen buizen samengesteld, maar het achterframe van geperst hydronalium, een legering van aluminium en magnesium. De achtervering was het bekende Guzzi-systeem met liggende schroefveren onder de motor en frictiedempers naast het achterwiel. Aan de voorkant zat een Brampton parallellogramvork, eveneens met frictiedempers. Vóór en achter waren trommelremmen aangebracht.

## Technische gegevens
| Moto Guzzi             | Tre Cilindri                                   |
| ---------------------- | ---------------------------------------------- |
| Periode                | 1940                                           |
| Productieaantal        | 1                                              |
| Categorie              | Prototype                                      |
| Motortype              | Kopklepmotor                                   |
| Bouwwijze              | Dwarsgeplaatste 45° driecilinderlijnmotor      |
| Cilinders              | Aluminium                                      |
| Cilinderkoppen         | Aluminium                                      |
| Klepopstelling         | kopklep                                        |
| Klepbediening          | DOHC                                           |
| Carburateur            | Cozette                                        |
| Ontsteking             | Magneetontsteking                              |
| boring                 | 59 mm                                          |
| slag                   | 60 mm                                          |
| Cilinderinhoud         | 491,8 cc                                       |
| Smeersysteem           | Dry-sumpsysteem                                |
| Compressieverhouding   | 8:1                                            |
| Max. Vermogen          | 65 pk bij 8.000 tpm                            |
| Topsnelheid            | ca. 230 km/h                                   |
| Primaire aandrijving   | Tandwielen                                     |
| Koppeling              | Meervoudige natte platenkoppeling              |
| Versnellingen          | 5 Voetgeschakeld                               |
| Secundaire aandrijving | ketting                                        |
| frame                  | Brugframe                                      |
| Wielbasis              | 1470 mm                                        |
| Vering vóór            | Brampton parallellogramvork met frictiedempers |
| Vering achter          | Swingarm met frictiedempers                    |
| Wielen                 | 21 × 2¼ inch                                   |
| Banden                 | 21" × 2,75 vóór, 21" × 3,00 achter             |
| Rem(men)               | Trommelremmen                                  |
| Gewicht                | 175 kg                                         |
| Tankinhoud             | 22 liter                                       |
| Voorganger             | Quattro Cilindri                               |
| Opvolger               | geen                                           |